# 津巴布韋華人
華人，是津巴布韋的小群體，人口大約2000人，他們主要是店員。
最初華人店主的到來引起了地方上的敵對態度，他們出售的商品被嘲弄地稱為Zhing zhong。然而在津巴布韋最壞的的經濟危機中，儘管破壞性惡性通貨膨脹的影響，華人店主們仍能夠進口基本商品，華人店主經營的能力，為他們贏得了當地消費者的讚賞。
根據中國-津巴布韋官方的文化和教育合作協定，在2009年有三位老師和九個醫務人員從中國來到從事合作項目。